# Данстон, Брайант
Брайант Данстон (род. 28 мая 1986 года на юге Кентукки) — американский и армянский профессиональный баскетболист, играющий на позиции центрового. Выступает за баскетбольный клуб «Жальгирис» и сборную Армении.

## Студенческая карьера
За баскетбольную команду фордемского университета Брайант Данстон провёл 120 игр, из них в 118 он был игроком стартового состава. По окончании университета Данстон занимает 2-е место в списке лучших снайперов всех времён команды с 1832 очками за карьеру. За годы учебы он заблокировал 294 броска, что стало лучшим показателям по блок-шотам в истории «Фордхем Рэмз». Брайант занимает 3-е место в списке лучших подбирающих игроков всех времён команды с 993 подборами за карьеру.

## Профессиональная карьера
Свою профессиональную карьеру Брайант Данстон начал в 2008 году в клубе Южной Кореи «Ульсан Мобис Фобус». В 2010 году он стал игроком греческого «Ариса», но Данстон покинул команду в феврале 2011. После «Ариса» он выступал в израильских клубах «Бней Герцлия» и «Хапоэль (Холон)». Летом 2012 года Брайант Данстон стал игроком «Варезе». В 2013 году он подписал двухлетний контракт с «Олимпиакос». 23 июня 2015 года Брайант Данстон заключил контракт сроком на 2 года с турецким клубом «Анадолу Эфес».
17 июля 2024 года Данстон подписал контракт с клубом «Жальгирис».

## Достижения

### Клубные
- Обладатель Межконтинентального Кубка: 2013
- Чемпион Греции: 2014/2015
- Обладатель Кубка Турции: 2017/2018
- Обладатель Суперкубка Турции: 2015

### Сборная Армении
- Победитель чемпионата Европы среди малых стран: 2016